# مستعر أعظم 1181

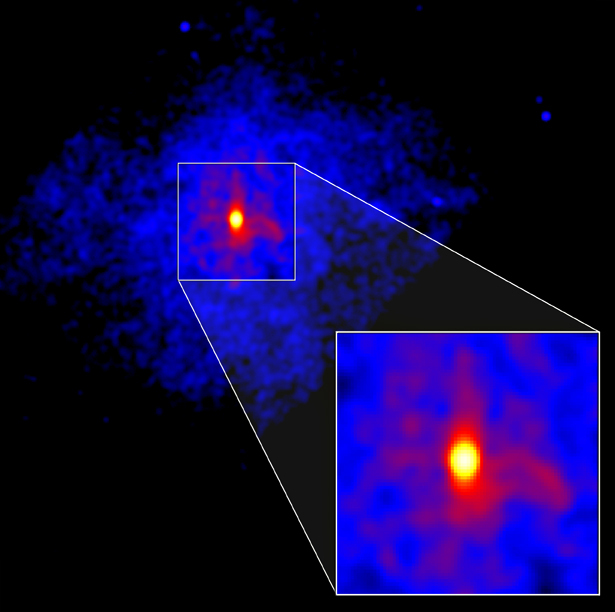

المستعر الأعظم 1181 المعروف اختصارًا م أ 1181 هو مستعر أعظم رصده الفلكيون الصينيون واليابانيون بين 4-6 أغسطس 1181, ودونوا عنه في ثمانية نصوص مختلفة، وهو أحد ثمان مستعرات عظمى في درب التبانة رصدت بالعين المجردة ودونت في كتابات الفلكيين، وقد ظهر في كوكبة ذات الكرسي وظل مرئيًا ليلاً لمدة 185 يوم.
النباض J0205+6449 (المعروف أيضًا باسم 3 سي 58) والمرصود بالأشعة السينية والراديوية, والذي يدور حوالي 15 نرة كل ثانية, من المحتمل أن يكون بقايا هذا المستعر الأعظم. إذا توافق المستعر الأعظم والنباض، يظل النجم يدور بسرعته كما لو كان متكونًا لتوّه. وهو على النقيض من نباض السرطان، المعروف أنه بقايا المستعر الأعظم 1054 في عام 1054، الذي فقد ثلثي طاقته الدورانية عند دورانه. المسح الراديوي الحديث للنباض 3 سي 58, أوضح أن بقايا هذا المستعر الأعظم قد يكون أكثر قدمًا، وبالتالي فهو ليس للمستعر الأعظم 1181.